# Коккоранте, Леонардо
Леонардо Коккоранте (итал. Leonardo Coccorante; 8 ноября 1680, Неаполь — 1750, там же) — итальянский живописец-пейзажист, известный ведутист.

## Биография
Учился живописи у Яна Франса ван Блумена и Габриэле Риччарделли. С 1737 по 1739 год работал над декорациями королевского дворца короля Испании и двух Сицилий Карла III в Неаполе.
Известен прежде всего своими большими и очень подробными каприччио с воображаемыми классическими архитектурными руинами, часто изображал на переднем плане маленькие фигуры, чтобы подчеркнуть монументальность руин.
Ныне полотна Л. Коккоранте хранятся во многих музеях мира, в том числе, Художественном музее Гонолулу, Лувре, Художественном музее Лоу (Флорида), Государственном музее департамента Уаз (Бове, Франция), Музее Гренобля (Гренобль, Франция), Замке Сфорца (Милан, Италия) и других.

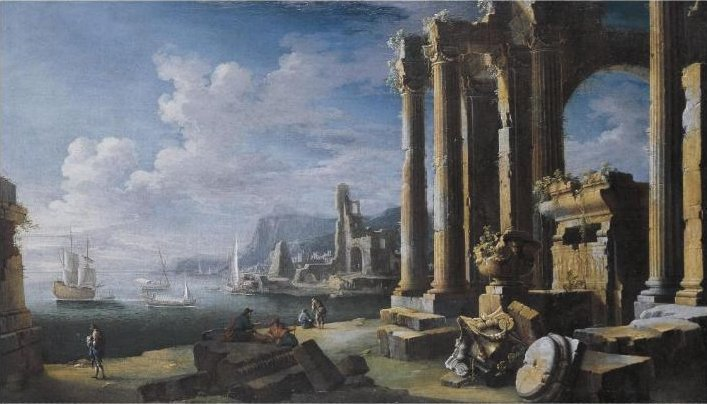
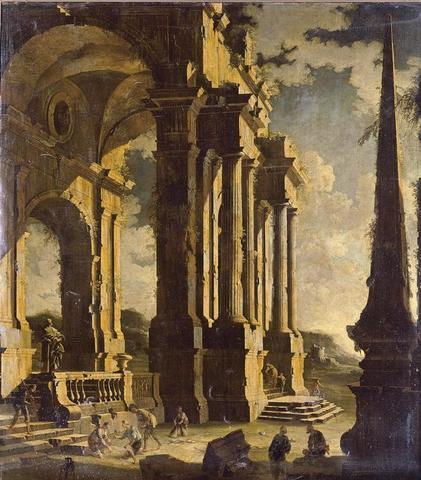
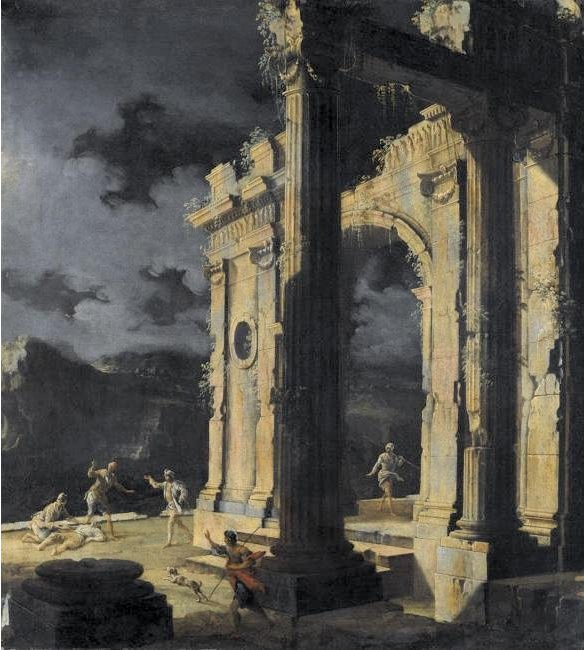
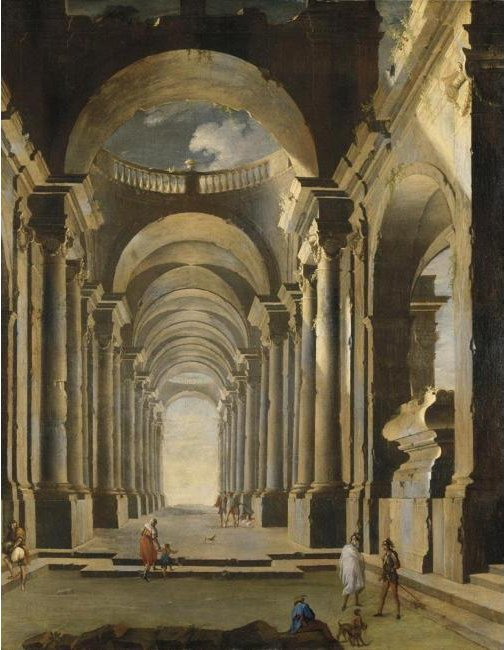
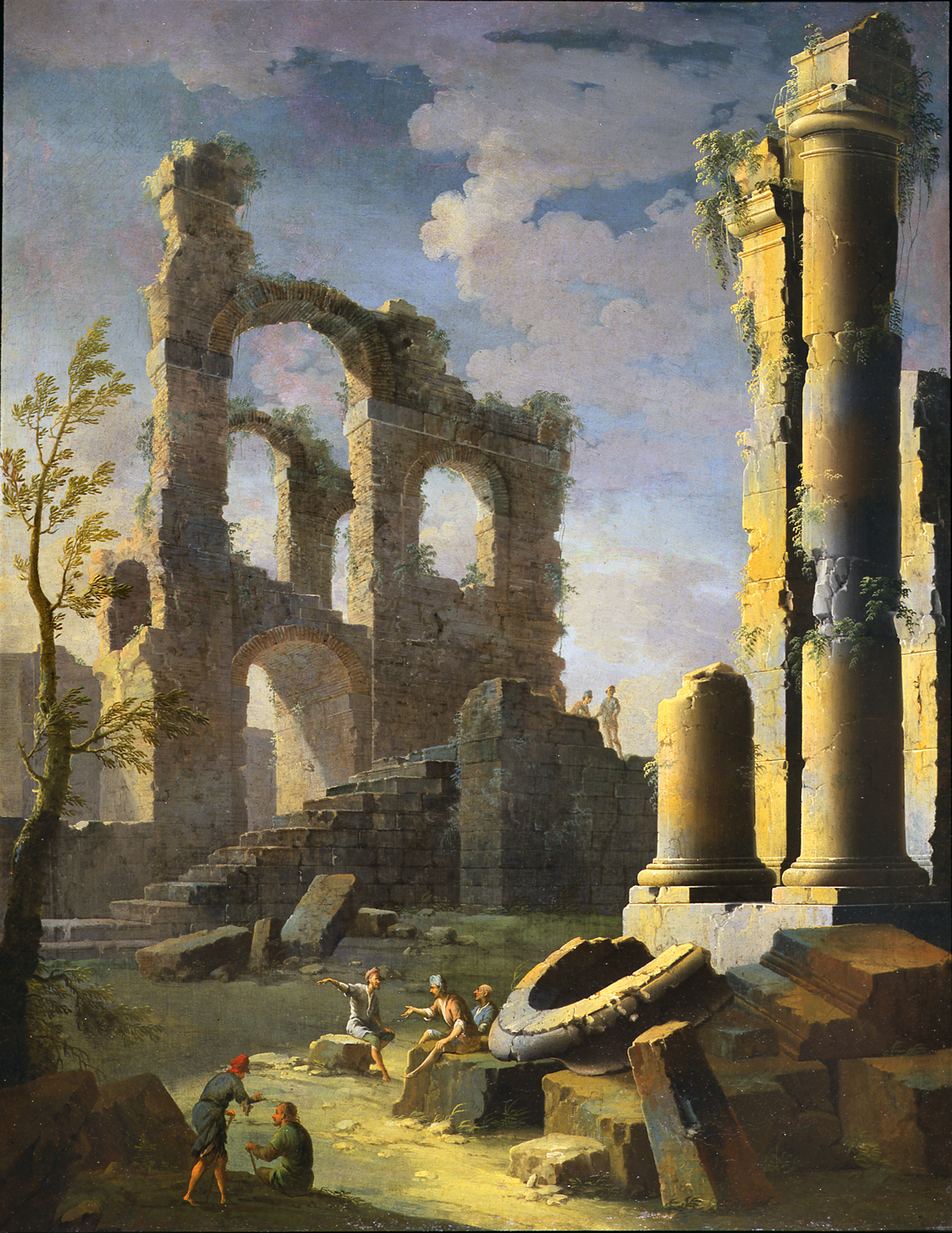
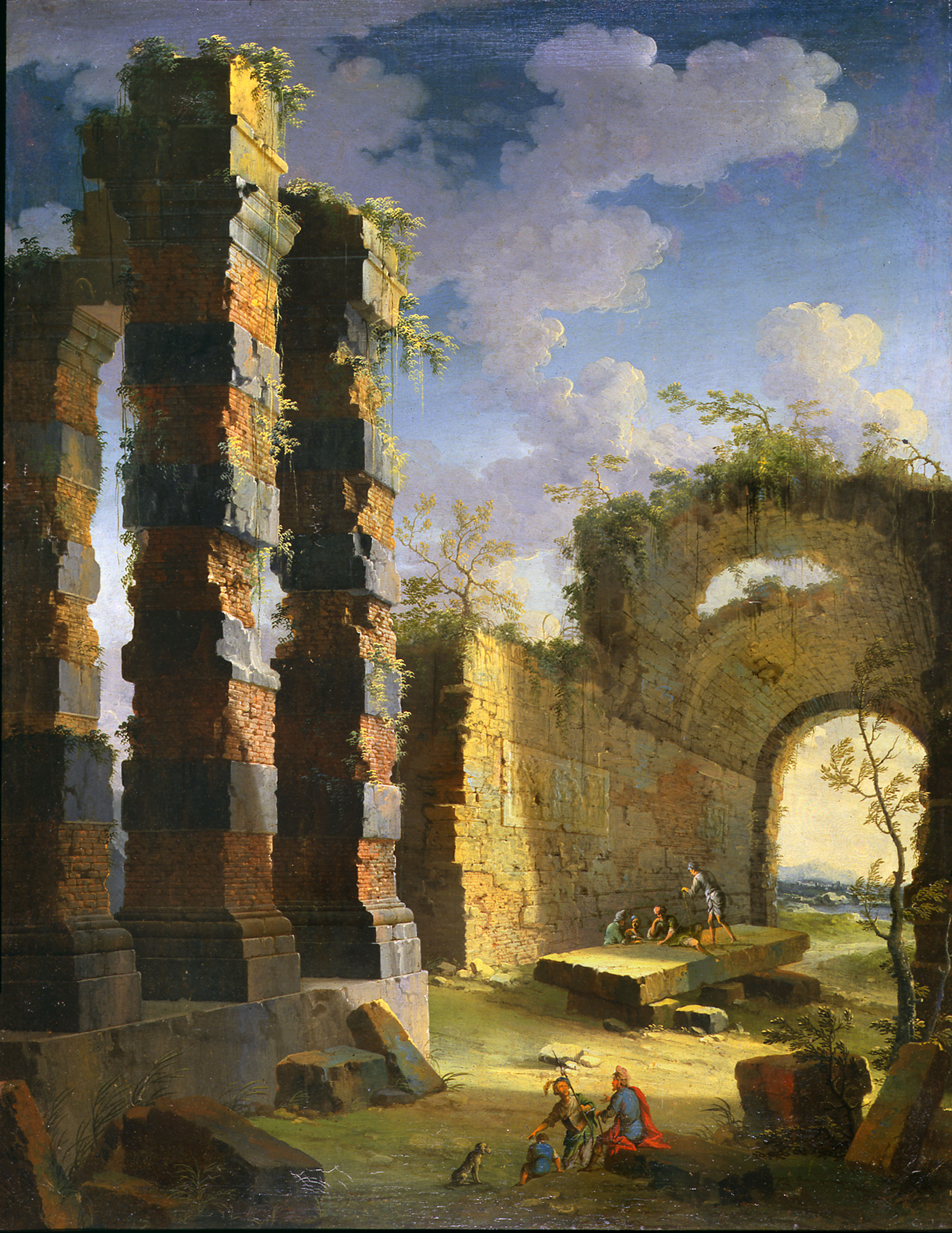

Умер в Неаполе в 1750 году.